# Torpo
Torpo és una localitat de la província de Buskerud a la regió d'Østlandet, Noruega. L'1 de gener de 2017 tenia una població estimada de 401 habitants.
Està situada al sud del país, al nord-oest del fiord d'Oslo i prop de les muntanyes de Halling i Hardanger.